# Пілея
Піле́я (грец. Πυλαία) — передмістя міста Салоніки, що простягнулось на 4,5 км вздовж затоки Термаїкос.

## Історія
Перша згадка про Пілею зустрічається в праці історика Фукідіда, дадованій 319 до н. е.. Історик називає Пілею Стрепсою. Пізніше місто було відоме як «Капутзіда», що у перекладі з турецької означає «охоронці брами», тобто охоронці міської брами візантійських Салонік.
Сучасна назва увійшла в загальний ужиток тільки 1927 року і є похідною від слова πυλη, що означає «шлюз»: посилаючись на східний в'їзд до міста Салоніки.

## Персоналії
- Пасхаліс Терзіс — грецький виконавець лаїки.